# جیمز دی. ریچاردسن
جیمز دنیل ریچاردسن (انگلیسی: James Daniel Richardson؛ ۱۰ مارس ۱۸۴۳ – ۲۴ ژوئیهٔ ۱۹۱۴) یک سیاست‌مدار اهل ایالات متحده آمریکا بود.